# Эрбран, Жак
Жак Эрбра́н (фр. Jacques Herbrand; 12 февраля 1908, Париж — 27 июля 1931, Ла-Берард, Изер) — французский математик и логик.

## Биография
Окончил Высшую Нормальную школу (1928), защитил докторскую степень с отличием (1930). Как стипендиат рокфеллеровского фонда последние два года жизни провёл в Германии: сначала у фон Неймана в Берлине, затем у Гильберта в Геттинтене.
Погиб в результате несчастного случая в альпийских горах. Хотя он погиб в 23 года, его уже считали одним из «величайших математиков младшего поколения».

## Научный вклад
Основные труды в области математической логики и теории полей классов. Он ввёл рекурсивные функции. Наиболее известны две теоремы Эрбрана: теорема Эрбрана, которая является результатом его диссертационной работы по теории доказательств, и теорема Эрбрана — Рибета. Отношение Эрбрана как эйлерова характеристика применяется в гомологической алгебре. Его вклад в программу Гильберта состоял в предоставлении доказательства для слабой системы арифметики. В доказательстве использовалась вышеназванная теорема Эрбрана.